# 乌兰哈达苏木
乌兰哈达苏木，是中国内蒙古自治区乌兰察布市察哈尔右翼后旗下辖的一个乡镇级行政单位。

## 行政区划
乌兰哈达苏木共辖以下地区：
阿达日嘎查、哈必力格嘎查、乌兰格日勒嘎查、巴音高勒嘎查、顶木其沟嘎查、前进村、奎村、陈仕村、亢家村、后坊子村、石灰图村。